# Virgil Săhleanu
Virgil Săhleanu (n. 9 ianuarie 1946, satul Cacica, județul Suceava – d. 7 septembrie 2000, Iași) a fost un lider sindical ieșean, asasinat din ordinul conducerii firmei TEPRO al cărei sindicat îl conducea și al investitorului extern Frantișek Priplatka, care cumpărase pachetul majoritar de acțiuni.

## Biografie
Virgil Săhleanu s-a născut la data de 9 ianuarie 1946 în satul Cacica (județul Suceava). A absolvit cursurile Liceului "Ștefan cel Mare" din Suceava și apoi pe cele ale Facultății de Mecanică din cadrul Institutului Politehnic din Iași, secția motoare termice, obținând calificarea de inginer mecanic. Virgil Săhleanu era tată a trei copii.
A fost repartizat ca inginer la Uzina Mecanică Suceava. A fost transferat apoi ca inginer la SC TEPRO SA Iași - cea mai mare uzină de țevi sudate din lume până în 1989 (fosta Uzină Metalurgica din Iași și actualmente SC Arcelor Mittal Iași). În timp, în anul 1986, el a devenit inginer șef la Secția sculărie-confecții metalice.
În perioada 1991-1994 a fost membru în Biroul Permanent al Comitetului Executiv Iași al PRM. Prin decizia nr. 69/27.02.1995, directorul general al SC Tepro modifică unilateral contractul individual de muncă, destituindu-l din funcția de inginer șef și transferându-l ca
inginer la Serviciul prognoză, strategie și marketing. Săhleanu își cere drepturile în justiție și prin decizia civilă nr. 1575/14.02.1996 a Judecătoriei Iași, se dispune reintegrarea contestatarului pe același post cu plata despăgubirilor până la acea dată.
Pentru a evita reintegrarea acestuia pe post, prin decizia nr. 405/21.07.1995, directorul general îi desface abuziv contractul de munca, concediindu-l deși procesul se afla pe rol. Decizia civilă nr. 1403/11.03.1996 a Tribunalului Iași reconfirmă hotărârea Judecătoriei. Prin decizia nr. 63/24.01.1997 a Curții de Apel Iași, hotărârea de a fi reangajat pe funcție cu plata despăgubirilor devine definitivă și irevocabilă, iar din 17 martie 1997 este învestită cu titlu executor.
În anul 1998 SC TEPRO SA a fost privatizată de către stat, fiind cumpărată către firma cehă Zelezarny Veseli ("Fierarii Veseli"). În ianuarie 1999, patronatul a hotărât concedierea a
peste o mie de salariați.
În data de 12 februarie 1999, Virgil Săhleanu a fost ales ca președinte al Sindicatul Liber TEPRO Iași de către Adunarea Generală Extraordinară a sindicatului. În paralel, a fost și membru al Biroului Executiv Uniunea Sindicală Teritorială “Cartel Alfa” din Iași. Trei zile mai târziu, Sindicatul TEPRO Iași a declanșat un conflict de muncă, acuzând concedierea a 1.278 de salariați și privatizarea frauduloasă a SC TEPRO SA de către SC Zelezarny Veseli din Cehia. Ca urmare a acestor evenimente, prin decizia nr. 307/18.02.1999, Virgil Săhleanu a fost concediat de către Administrația SC TEPRO Iași.
Deși concediat, el și-a continuat activitatea sindicală în afara întreprinderii, cu sprijinul FNS METAROM, el reușind să anuleze în justiție concedierea celor 1.278 salariați și în același timp intervenind la autoritățile de stat pentru anularea contractului de privatizare care a transformat o firmă profitabilă într-una falimentară. A organizat mai multe greve și mișcări de protest la adresa investitorului ceh Zelezarny Veseli, pe care îl acuza că vrea să falimenteze fabrica.
Virgil Săhleanu a fost amenințat cu moartea în această perioadă, i s-au intentat trei procese de către administrația SC TEPRO SA, el ripostând prin efectuarea demersurilor pentru judecarea proceselor la Curtea Europeană de la Strasbourg. S-a pensionat la 1 martie 2000, când a cumulat vechimea minimă cu sporuri, de pensionare.

## Asasinarea
În dimineața zilei de 7 septembrie 2000, în jurul orei 8, Săhleanu urma să se prezinte la tribunal pentru a fi de față la procesele ce-i fuseseră intentate, dar în timp ce acesta a ieșit din locuința sa, a fost atacat în scara blocului de către doi indivizi (Ioan Tofan și Claudiu Bahnă) care l-au ucis cu trei lovituri de cuțit, oricare dintre lovituri putându-i provoca moartea. Victima a fost dusă imediat la Spitalul de Urgență din Iași, dar nu a putut fi salvată. Asasinii au fost arestați două zile mai târziu, iar ulterior și alți șapte complici.
Vestea asasinării liderului sindical a declanșat demonstrații și proteste pe străzile orașului Iași, numeroase sindicate din România solidarizându-se. A fost condus pe ultimul drum de peste 5.000 oameni, unii purtând pancarte pe care scria "Prostia guvernanților naște asasini".
Slujba de înmormântare a fost oficiată de către ÎPS Mitropolit Daniel Ciobotea al Moldovei și Bucovinei, însoțit de un sobor de 24 preoți.
Procesul asasinilor lui Virgil Săhleanu a început la Iași în noiembrie 2000, pentru ca, în februarie 2001, să fie strămutat la Judecătoria Satu Mare. În urma anchetei, s-a descoperit că în organizarea atentatului au fost implicați directorul de atunci de la Tepro, reprezentantul investitorului ceh Zelezarny Veseli și directorul firmei de pază Protect din Vaslui, firmă care asigura paza societății.
Procesul a durat cinci ani, iar la 2 iunie 2005, Înalta Curte Supremă de Casație și Justiției a pronunțat sentința finală în dosarul asasinării liderului sindical Virgil Săhleanu. Criminalii și autorii morali ai asasinatului au fost condamnați la un total de 98 de ani de închisoare.
Potrivit rechizitoriului, cetățeanul ceh Franmtisek Priplata (director al SC Movas Vaslui),  Victor Bălan (directorul de la Tepro) și Cătălin Ciubotaru (directorul firmei de pază Protect din Vaslui) au fost acuzați de asociere pentru săvârșirea de infracțiuni și de instigare la infracțiunea de omor calificat, fiind condamnați la 8, 15 și respectiv 17 ani de închisoare. Valentin Blăniță și Gelu Alexandru Spumă, șefi de filiale (Bârlad și Iași) în cadrul firmei de pază Protect, au fost acuzați de asociere pentru săvârșirea de infracțiuni și complicitate la infracțiunea de omor calificat, fiind condamnați la câte 5 ani de închisoare. Cei doi asasini, Ioan Tofan și Claudiu Irinel Bahnă, au fost acuzați de omor calificat și condamnați la câte 23 de ani de închisoare 
A doua zi după pronunțarea sentinței definitive, cehul Priplata a făcut o cerere de amânare a executării pedepsei, dar la 9 iunie 2005 Tribunalul Satu Mare, instanța de fond și de executare, a emis un mandat de punere în aplicare a pedepsei către IPJ Bihor, pe raza căruia își avea domiciliul condamnatul. Cehul a contestat acest mandat în justiție, cerând amânarea executării pedepsei din motive de sănătate și familiale și făcând o cerere la Ministerul Justiției prin care solicita acceptul autorităților române de a-și executa pedeapsa de 8 ani închisoare în Cehia. Deși cetățeanul ceh avea încă din iulie 2001 interdicție de părăsire a teritoriului României, Frantisek Priplata a părăsit fraudulos România în noaptea de 28 spre 29 iulie 2005, cumpărând un pașaport unguresc falsificat.
Toate încercările de obținere a extrădării sale din Cehia au fost soldate cu eșec, tribunalele din această țară refuzând să-l extrădeze.

## Postum
În anul 2001, s-au dezvelit două busturi ale inginerului Virgil Săhleanu, unul în fața SC TEPRO SA și altul la Cimitirul Eternitatea din Iași, unde acesta a fost înmormântat. Monumentele au fost realizate prin eforturile financiare ale firmei, sindicatului și Primăriei. Sindicatul de la TEPRO a primit denumirea de Sindicatul "Virgil Săhleanu Mittal Steel Iași".
În anul 2005, Cristian Chiriac a publicat cartea Istoria primului asasinat sindical din România, care se constituie într-un studiu amănunțit al cazului Săhleanu, pornind de la contextul politico-economic în care s-a comis asasinatul și terminând cu dosarele de cercetare penală și sentințele pronunțate.
Pe data de 7 septembrie 2016, la 16 ani de la asasinarea lui Virgil Săhleanu, Prefectul Județului Iași, Marian GRIGORAȘ, a anunțat că va face demersurile necesare ca Sala Mare a Prefecturii Iași să poarte denumirea "Sala Virgil Săhleanu": "în semn de respect pentru memoria sa și în vederea recunoașterii importanței mișcării sindicale, voi propune colectivului de lucru constituit pentru atribuirea de denumiri sălilor de ședințe din Prefectura Iași ca actuala Sala Mare să se numească Sala Virgil Săhleanu".